# Грозовідмітник

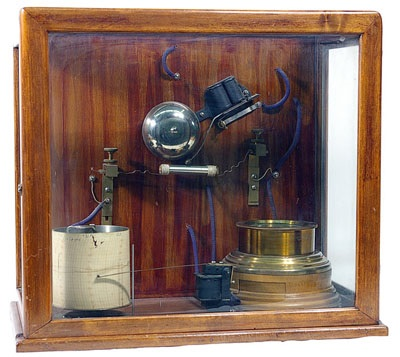
Грозовідмітник А. С. Попова з колекції Центрального музею зв'язку. 1895 р.

Грозовідмітник, званий також детектор блискавок — прилад для реєстрації блискавок .

## Історія створення
У 1887 році Генріх Герц опублікував статтю «Про дуже швидкі електричні коливання», де вперше в світі описав досліди з передавачем і приймачем електромагнітних коливань. Приймач був дротяною петлею з невеликим проміжком між кінцями, де міг виникати іскровий розряд при електромагнітному впливі.
У 1889 році Олівер Лодж, експериментуючи з приладами з дослідної установки Герца, використовує як приймач не петлю, а вібратор, як у передавачі. Для підвищення чутливості приймача він так зменшує іскровий проміжок, що після електромагнітного впливу електроди вібратора приймача замикаються (зчіплюються). Для розмикання електродів потрібно легке струшування. Підключивши до електродів вібратора джерело живлення і електричний дзвінок, Лодж забезпечив звукову індикацію прийнятої електромагнітної хвилі.
У 1890 році Е. Бранлі винайшов прилад для реєстрації електромагнітних хвиль, що включав в себе ебонітову трубку з електродами на кінцях, всередині якої знаходилася металева тирса («трубка Бранлі»). Під впливом віддаленого електричного розряду багаторазово зменшувався електричний опір трубки, включеної в ланцюг джерела живлення і гальванометра. Для повернення «трубки Бранлі» в первинний стан і виявлення нового впливу потрібно струшування, що порушує контакт між тирсою. Бранлі назвав свій прилад «радіокондуктор», що вперше ввело в науковий обіг корінь «радіо» в сучасному його значенні.
У 1890 році Олівер Лодж визнав «трубку Бранлі» найбільш гідним індикатором «хвиль Герца» з наявних на той час. Він дав їй назву «когерер» ( лат. cohaerere — зчіплюватися) і ввів у свою схему з прийомним вібратором Герца замість іскрового проміжку, отримавши більш стійку і надійну роботу приймача. У 1894 році Лодж прочитав лекцію, присвячену пам'яті померлого незадовго до цього Г. Герца, де розповів про використання «трубки Бранлі» в своєму новому варіанті приймача електромагнітних коливань з безперервним струшуванням «радіокондуктор». Для струшування використовувалася «зірочка» на постійно обертованій осі. У тому ж 1894 року на засіданні Британської асоціації сприяння розвитку науки в Оксфордському університеті Лодж вперше публічно демонструє досліди з передачі та прийому радіохвиль. У ході демонстрації радіосигнал був відправлений з лабораторії в сусідньому Кларендоновському корпусі й прийнятий апаратом на відстані 40 м — у театрі Музею природної історії, де проходила лекція. Показаний Лоджем «прилад для реєстрації прийому електромагнітних хвиль» містив когерер, джерело струму, гальванометр і електричний дзвінок. Під дією електромагнітних коливань опір ланцюга, в якому стояв когерер, багаторазово зменшувався, і струм від батареї приводив у дію дзвінок і відхиляв стрілку гальванометра. Того ж року всі ці відомості опубліковано. Стаття викликала інтерес і звернула увагу багатьох вчених на можливість використання пристрою для дослідження хвиль, що поширюються під час грози.
Цією роботою зацікавився А. С. Попов, прочитавши в березні 1895 року статтю в журналі «Electrician». Разом зі своїм асистентом П. Н. Рибкіним вони вдосконалили приймач Лоджа. По-перше, в схему додали електромагнітне реле, яке управляло ланцюгом дзвінка й підвищувало чутливість приймача. По-друге, для струшування когерера використовувався молоточок дзвінка, а не годинниковий механізм, як у Лоджа. Крім того, в своїх дослідах А. С. Попов використовував заземлену щоглову антену, винайдену в 1893 році Н. Теслою.
7 травня (25 квітня за старим стилем) 1895 року, пізніше названим «Днем радіо», в ході лекції на засіданні Російського фізико-хімічного товариства (РФХО) в Санкт-Петербурзькому університеті А. С. Попов представив створений прилад. Тема лекції була: «Про відношення металевих порошків до електричних коливань» — її матеріал опубліковано в журналі РФХО в серпні 1895 року. Повна схема й докладний опис приладу, який назвали «приладом для виявлення і реєстрації електричних коливань», були опубліковані в журналі РФХО в січні 1896 (стаття датувалася груднем 1895 року) .
Прилад використовувався А. С. Поповим в лекційних цілях. В одній з модифікацій у вторинний ланцюг реле паралельно дзвінку була підключена пишуча котушка братів Рішар — вийшов науковий прилад для реєстрації електромагнітних коливань в атмосфері. Відразу за цим, з ініціативи засновника кафедри фізики Петербурзького Лісового інституту Д. А. Лачинова, грозовідмітник встановили на інститутській метеостанції, де він працював на постійній основі до 1927 року, після чого був переданий Центральному музею зв'язку ім. А. С. Попова. Крім того, відома доля ще кількох подібних пристроїв. Так, з одним з них у Томську проводив дослідження професор фізики Ф. Я. Капустін. Його прилад зберігся й експонується в місцевому музеї. Ще два зразки демонструвалися й відзначені почесними дипломами на виставках: Нижегородській художньо-промисловій (в 1896 році, під найменуванням «Прилад для запису електричних розрядів в атмосфері») і Паризькій всесвітній, присвяченій зміні століть (1900). У всіх випадках виробництвом грозовідмітника за спеціальним замовленням займалася Кронштадтська водолазна майстерня братів Колбасьєвих .
Таким чином завершився процес створення першого грозовідмітника. Він став, хоча і досить «грубим», але надійним приладом, придатним для тривалої експлуатації без необхідності в постійному спостереженні й регулюванні. По суті, цей пристрій стало повною мірою чинним промисловим зразком, тоді як попередні йому прилади могли служити лише для лекційних демонстрацій. Надійність грозовідмітника Попова визначилася також його застосуванням: значна потужність випромінювань грозових розрядів робила непотрібною високу чутливість.

## Види сучасних грозовідмітників

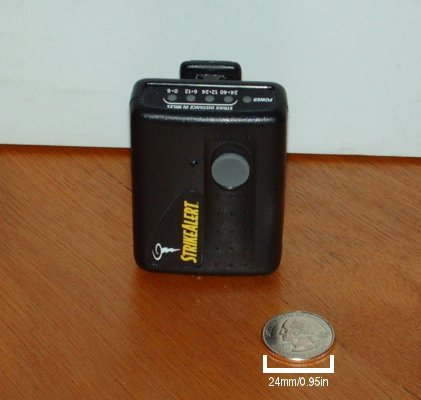
Мобільний грозовідмітник. 2007 р.

Залежно від типу сигналу, супутнього блискавкам, грозовідмітники поділяють на акустичні, оптичні та електричні, що реагують відповідно на грім, спалахи світла і зміни, або, напруженості електричного поля в атмосфері приблизно від 100 В/м у звичайному стані до 1 ... 40 кВ/м перед грозою, або, електромагнітного поля. Найбільшого поширення набули останні, дія яких заснована на сприйняття радіохвиль, тобто електромагнітного випромінювання, що виникає при розряді блискавок.
Залежно від місця розміщення, грозовідмітники поділяють на стаціонарні наземного базування, мобільні, часто використовують направлені антени, і космічні системи, розташовані на орбіті Землі.

## Практичне використання
Зазвичай грозовідмітники використовують мережі метеорологічних служб, подібних Росгідромету. У цьому випадку з'являється можливість, методом тріангуляції, визначення координат місць ударів блискавок. Їх своєчасне виявлення дозволяє оперативно реагувати на можливі, пов'язані з блискавками, загрози, такі як лісові та торф'яні пожежі, вихід з ладу електромереж тощо.